# Zoo Park
Der Zoo Park ist ein öffentlicher Park an der Independence Avenue in der namibischen Hauptstadt Windhoek. Er liegt in Windhoek-Central.
Der Park hat die Funktion eines Stadtparks und ist neben dem Parlamentsgarten des Tintenpalastes der einzige größere Park der Innenstadt. Hier befinden sich neben dem aus der Kolonialzeit stammenden Zoo-Café, ein Kinderspielplatz sowie eine kleine Freilichtbühne.

## Geschichte
Der Zoo Park ist von prähistorischem Interesse. 1961 fand man hier Überreste eines Elefanten, die auf mindestens 5000 Jahre geschätzt werden. Im Park befindet sich zur Erinnerung daran seit 1990 ein Denkmal.
Zur Zeit der deutschen Schutztruppe um 1897 war das Gebiet für das Schutztruppen-Kriegsdenkmal bekannt. Es wurde zur Erinnerung an die gefallenen deutsche Soldaten während des Nama-Aufstandes errichtet. Das Gebiet um das Denkmal entwickelte sich zu einem beliebten Erholungsziel. 1911 wurde das Gebiet an die Stadt Windhoek zur Verwaltung übergeben, ehe 1916 die ersten Vorschläge zur Errichtung eines Zoos aufkamen. Zur gleichen Zeit wurde auch das Café Zoo erbaut. Der Zoo wurde zwischen 1922 und 1929 entwickelt.
1956 sollten weite Teile des Zoo Parks dem Ausbau der großen Straßen zum Opfer fallen. Die Bevölkerung war entschieden gegen diesen Schritt. Letzten Endes wurde der Park lediglich umgestaltet. Zwischen 1958 und 1963 wurde der Zoo aufgelöst. 1963 waren die Umbaumaßnahmen abgeschlossen und der neue Park wurde der Windhoeker Bevölkerung unter dem Namen Dr. Verwoed Park, benannt nach Hendrik Frensch Verwoerd vorgestellt. 1989 erhielt der Park wieder seinen historischen Namen als Zoo Park. Eine Vorschlag zur Umbenennung in „Marcus Garvey Park“ wurde 2006 abgelehnt.

## Galerie

Park-Gelände um 1900
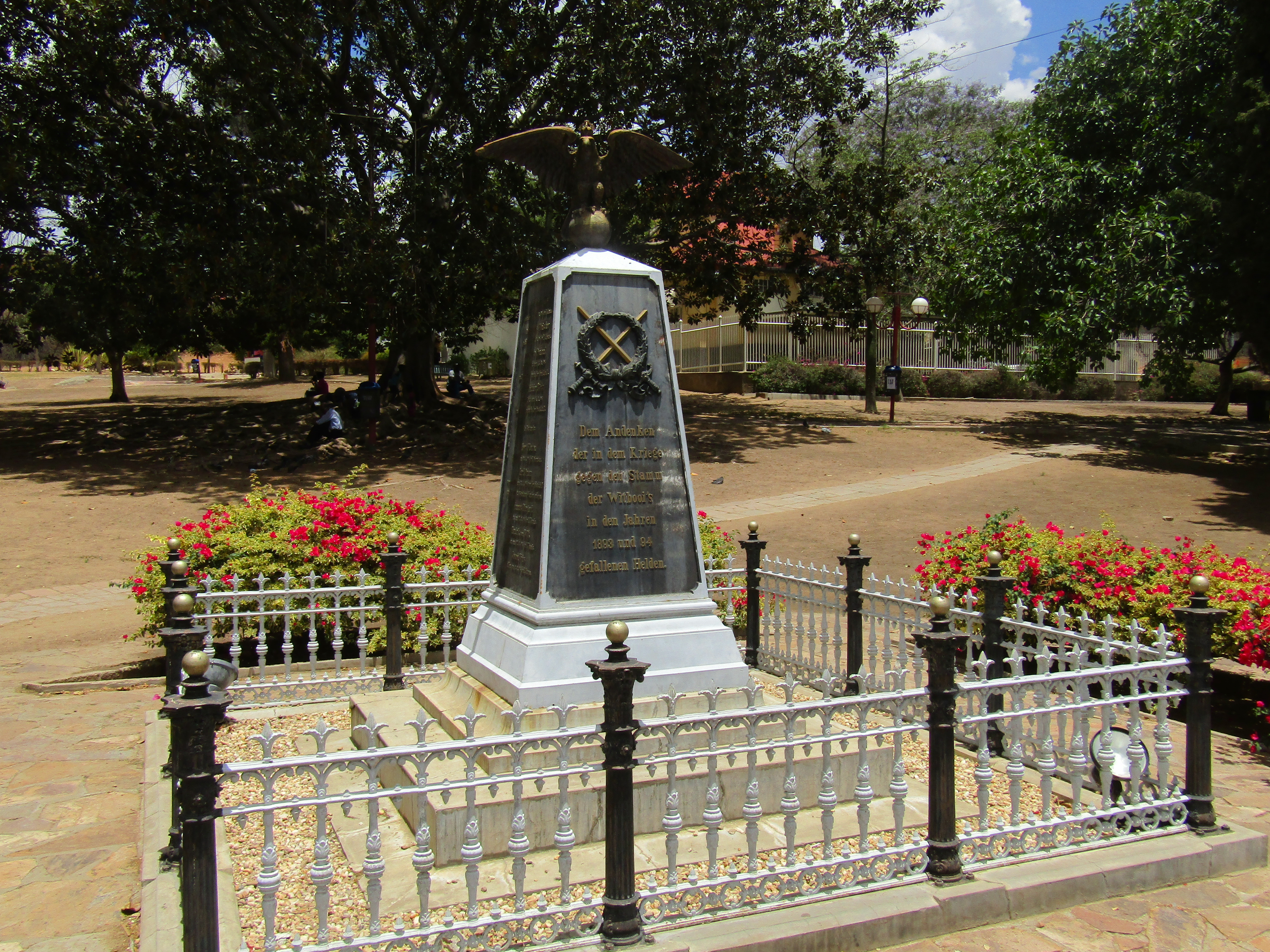
Kriegerdenkmal im Zoo Park
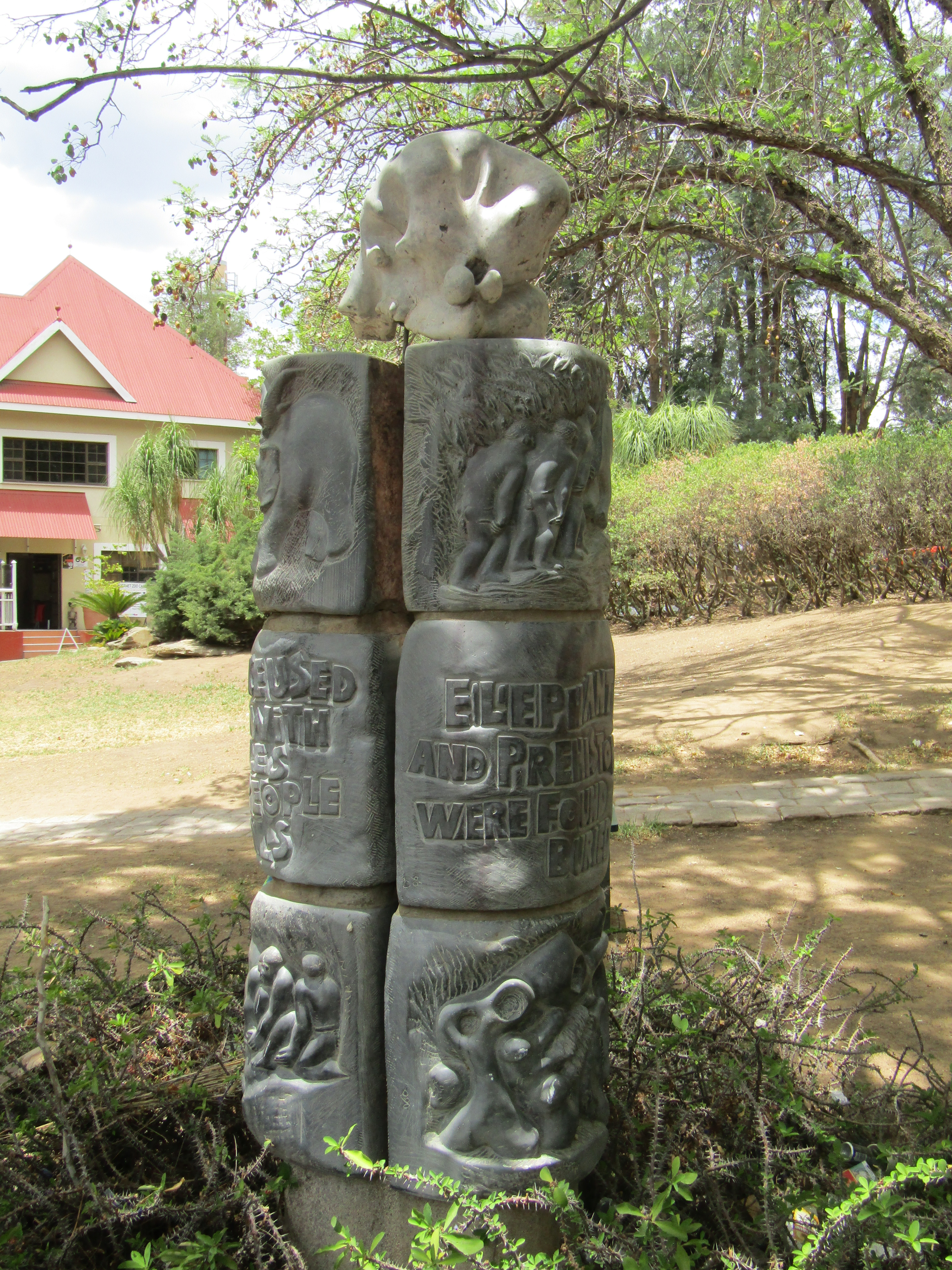
Denkmal Elefantenrelikte im Zoo Park